# Beweging voor een Democratisch Slowakije

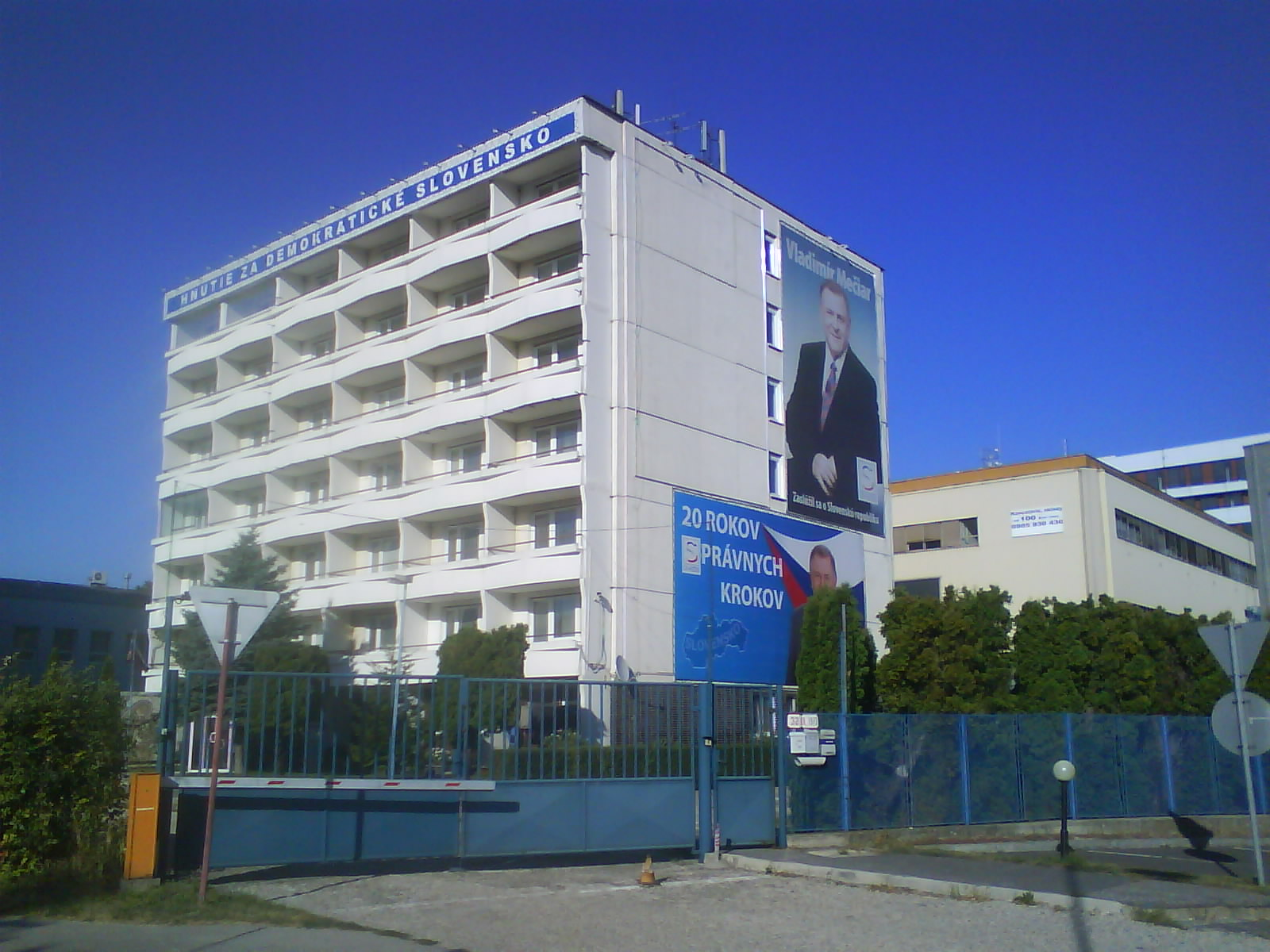
Hoofdkantoor van de Beweging voor een Democratisch Slowakije in Bratislava

De Volkspartij - Beweging voor een Democratisch Slowakije Slowaaks: Ľudová strana - Hnutie za demokratické Slovensko, ĽS-HZDS), tot 2003 Beweging voor een Democratisch Slowakije (HZDS), is een Slowaakse centrumrechtse politieke partij. 
De voorzitter en stichter, Vladimír Mečiar, was in 1992-1994 en 1994-1998 eerste minister van Slowakije, maar kreeg kritiek om zijn regeringsstijl, die als autoritair en ultranationalistisch werd gekenmerkt. Vanwege de agressieve houding tegenover de buurlanden en de Hongaarse minderheid viel Slowakije tijdens de regering van Mečiar buiten de hulpprogramma's van de Europese Unie.
De Beweging voor Democratie (HZD) van president Ivan Gašparovič, is een afsplitsing van de HZDS.
Bij de verkiezingen in 2006 behaalde de partij 8,79% van de stemmen en kreeg hiermee 15 parlementszetels. Samen met de SMER en SNS maakte zij van 2006 tot 2010 deel uit van de coalitieregering onder premier Robert Fico. Bij de verkiezingen van 2010 verdween ze uit het parlement.